# Homaliodendron hookerianum
Homaliodendron hookerianum là một loài Rêu trong họ Neckeraceae. Loài này được (Bosch & Sande Lac.) M. Fleisch. miêu tả khoa học đầu tiên năm 1906.